# Chiusura (morfologia)

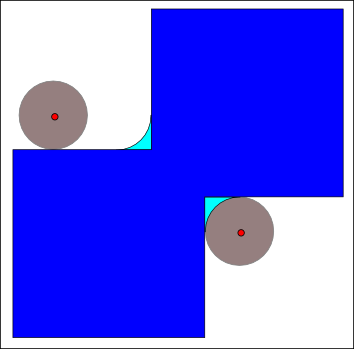
la chiusura della forma blu scura (unione di due quadrati) da un disco, risultante dall'unione della forma blu scura con le aree blu chiaro

In morfologia matematica, la chiusura di un insieme di (immagine binaria) A da un elemento strutturale B corrisponde all'erosione della dilatazione di quell'insieme,
{\displaystyle A\bullet B=(A\oplus B)\ominus B,\,}
dove {\displaystyle \oplus } and {\displaystyle \ominus } denota rispettivamente la dilatazione e l'erosione.
Nell'elaborazione digitale delle immagini, la chiusura è, insieme all'apertura, un segnale basico di rimozione morfologico. L'apertura rimuove piccoli oggetti, mentre la chiusura rimuove piccoli buchi.

## Proprietà
- È idempotente, that is, {\displaystyle (A\bullet B)\bullet B=A\bullet B}.
- È incrementale, that is, if {\displaystyle A\subseteq C}, then {\displaystyle A\bullet B\subseteq C\bullet B}.
- È estensiva, i.e., {\displaystyle A\subseteq A\bullet B}.
- È Invariante alla traslazione.